# Pluchea longifolia
Pluchea longifolia là một loài thực vật có hoa trong họ Cúc. Loài này được Nash miêu tả khoa học đầu tiên năm 1896.